# HD 210434
HD 210434，又名BD-04 5625，SAO 145916、HR 8453，是一颗恒星，视星等为6.01，位于銀經56.51，銀緯-45.37，其B1900.0坐标为赤經22h 5m 20.9s，赤緯-4° -45.37′ 31″。